# Hohe Gaisl
Die Hohe Gaisl (auch Geisel geschrieben, italienisch Croda Rossa d’Ampezzo) ist ein 3146 m hoher Berg in den Dolomiten.

## Lage und Umgebung

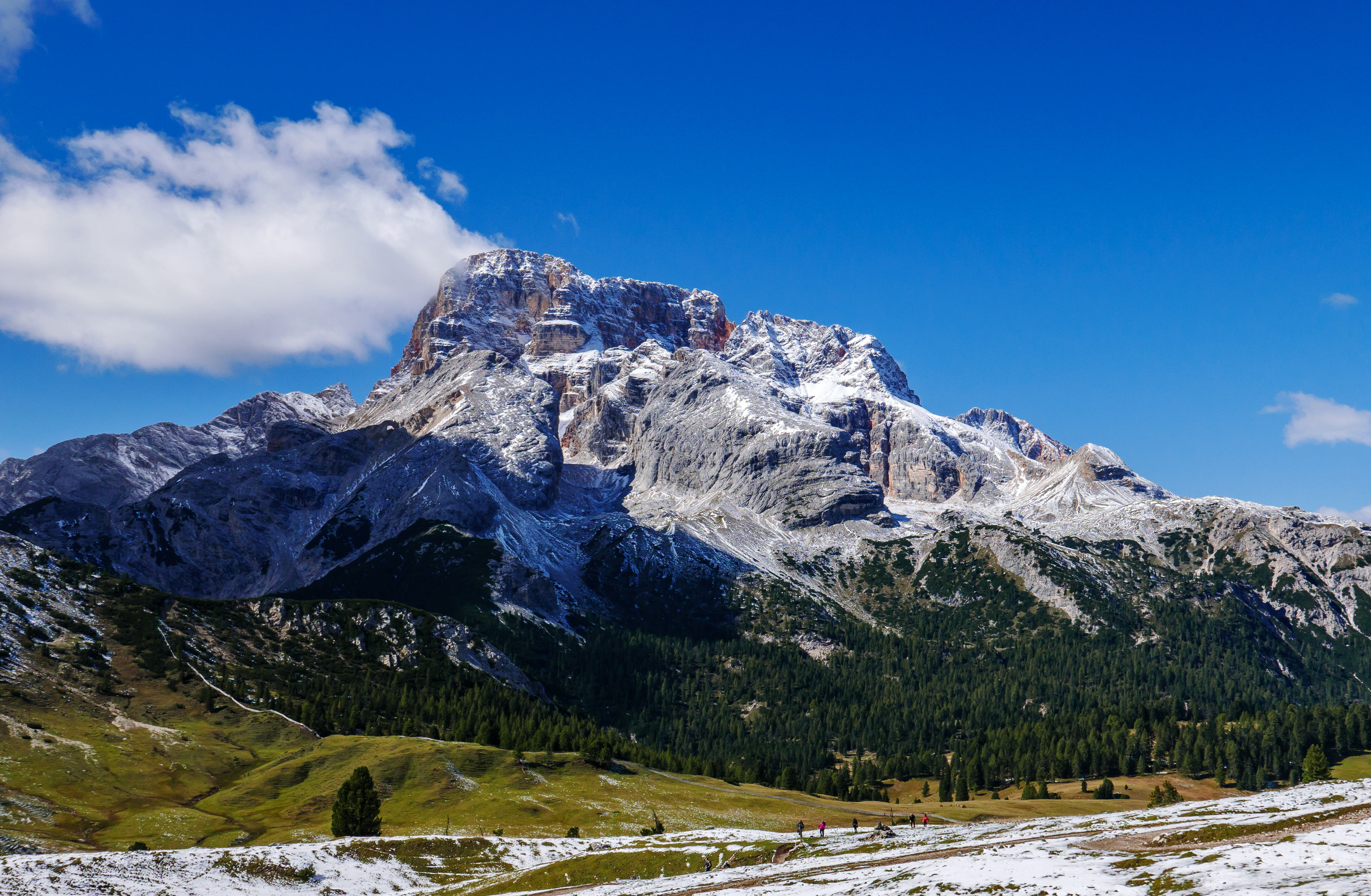
Ostflanke der Hohen Gaisl, von oberhalb der Plätzwiese aus aufgenommen

Die Hohe Gaisl ist der höchste Gipfel der Pragser Dolomiten, sowie eines Gebirgsstocks, der den Grenzkamm zwischen Südtirol und der Provinz Belluno bildet. Im Norden fällt das Massiv zum Pragser Tal ab, im Süden und Westen zum Valle del Boite, im Osten zum Höhlensteintal. Administrativ ist der Berg zwischen den Gemeinden Prags, Cortina d’Ampezzo und Toblach aufgeteilt. Die zur Südtiroler Seite abfallenden Flanken sind im Naturpark Fanes-Sennes-Prags unter Schutz gestellt.
Der Gipfel der Hohen Gaisl ist der südöstliche Eckpfeiler eines grob von Nordwest nach Südost ziehenden und stetig höher werdenden Gebirgsstocks. Die nächstgelegenen Gipfel nordwestlich sind die Hohe Schlechtgaisl (2967 m) und die Kleine Gaisl (2860 m). Am einfachsten zugänglich ist er von Osten, vom Übergang des Gemärkpasses und vom Hochplateau der Plätzwiese aus.

## Geschichte
Der Bergname wird als Hoher Geysel in einer Grenzbeschreibung des Landgerichts Welsberg aus dem Jahr 1501 ersturkundlich genannt.

## Alpinismus
Die Hohe Gaisl gilt wegen ihrer Einsamkeit und der Brüchigkeit des Gesteins bereits auf ihrem Normalweg als anspruchsvollster Dreitausender der Dolomiten. Ihre Erstbesteigung erfolgte 1865 durch Paul Grohmann, Angelo Pizzo und Fulgentio Dimai, die allerdings lediglich einen Vorgipfel erreichten. Der Hauptgipfel wurde erst fünf Jahre später durch Santo Siorpaes mit Begleitern erstiegen.